# Port Hardy
Port Hardy är en ort i Kanada. Den ligger i Regional District of Mount Waddington och provinsen British Columbia, i den sydvästra delen av landet, 3 800 km väster om huvudstaden Ottawa. Port Hardy ligger 19 meter över havet och antalet invånare är 4 008. Port Hardy Airport ligger nära orten.
Terrängen runt Port Hardy är kuperad åt sydväst, men åt nordost är den platt. Havet är nära Port Hardy åt nordost. Trakten runt Port Hardy är nära nog obefolkad, med mindre än två invånare per kvadratkilometer.. Det finns inga andra samhällen i närheten.
I omgivningarna runt Port Hardy växer i huvudsak barrskog.